# August der Starke (film)
Pour les articles homonymes, voir August der Starke.
Pour plus de détails, voir Fiche technique et Distribution.
August der Starke est un film biographique germano-polonais réalisé par Paul Wegener et sorti en 1936. Le film, mettant en vedette Michael Bohnen, Lil Dagover et Marieluise Claudius. 

## Synopsis
La vie d'Auguste le Fort, souverain de Saxe et de Pologne au XVIIIe siècle.

## Fiche technique
- Titre original : August der Starke
- Réalisation : Paul Wegener, Stanislaw Wasylewski
- Scénario : Johannes Eckardt, Carl Haensel, d'après un roman d'Alfred Schirokauer
- Photographie : Karl Puth
- Montage : Rolf Meyer
- Musique : Hans Erdmann
- Costumes : Eleanor Behm, Irena Lorentowicz-Karwowska
- Pays de production : Troisième Reich
- Langue originale : allemand
- Format : noir et blanc
- Genre : biographique
- Durée : 108 minutes
- Dates de sortie :  
  - Troisième Reich : 17 janvier 1936
  - Pologne : Novembre 1936

## Production
Une version multilingue a été réalisée en polonais par Stanisław Wasylewski et mettant en vedette une distribution polonaise. Une autre coproduction germano-polonaise Aventure à Varsovie a été produite l'année suivante.

## Distribution
- Michael Bohnen : August der Starke
- Lil Dagover : comtesse Aurore Königsmark
- Marieluise Claudius : comtesse Anna Constanze Cosel
- Günther Hadank : Karl XII
- Franz Schafheitlin : Flemming
- Ernst Legal : Graf Saumagen
- Walther Süssenguth : Fürstenberg
- Maria Krahn : Eberhardine
- Karl Hannemann : Patkul
- Paul Mederow : Pöppelmann
- Hans Kettler : Schulenburg
- Curt Lucas : Graf Hoym
- Alfred Pussert :
- Rose Borgh : Hofdame Ballett 2
- Eva Wegener : Hofdame Ballett 1
- Ernst Rotmund : Wirt in Warschau
- Hans Rudolf Waldburg : Bischof von Gnesen
- Ewald Schindler : Leibmedikus
- Franz Weilhammer : Permoser
- Carl Heinz Charrell : Dinglinger (as Carl Heinz Carrell)
- Paul Hildebrandt : Leibbursche bei Karl XII
- Ferdinand Asper : Ballettmeister
- Wolfgang von Schwindt : Zeremonienmeister (as Wolfgang von Schwind)
- Gustav Püttjer :
- Ruth Eweler :
- Dieter Horn : Brühl
- Franz Stein : Superintendent
- Armin Schweizer : Hoffriseur
- Kai Möller : General Piper
- Maria Loja : maîtresse de ballet
- Hamala : une danseuse
- Maria Balcerkiewiczówna : Fürstin Jablonska (as Maria von Balcerkiewicz)
- Maria Wieke : Ihre Begleiterin
- Tamara Wiszniewska : Jasia
- Franciszek Brodniewicz : Adelsmarschall